# Hans Hassler (Musiker)
Hans Hassler  (* 1945 in Chur) ist ein Schweizer Akkordeonist, dessen musikalische Bandbreite von der Volksmusik, über Film-, Jazz- und Improvisationsmusik bis zur musikalischen Klassik reicht.

## Leben
Hassler wuchs in Chur in einer volksmusikalisch geprägten Familie auf. Sein Vater spielte Kontrabass in einer Ländlerkapelle, sein Onkel Handorgel. Im Alter von sieben Jahren bekam er sein erstes Akkordeon und spielte dann in verschiedenen Kapellen seiner Heimatregion.
1956 wurde der Akkordeonspieler Kurt Heusser sein Lehrer, der ihm auch erstmals klassische Musik nahebrachte; später studierte er auch bei Hugo Noth. Mit zwei Brüdern war er als Hassler Buebe in der Ländler-Szene aktiv. Im Alter von sechzehn Jahren begann er ausserdem Klarinette zu spielen.
Von 1964 bis 1966 absolvierte Hassler in Detmold eine Ausbildung als Tontechniker, für die er das Klavierspiel erlernte, danach studierte er in Zürich vier Semester Anglistik und Musikwissenschaft, ausserdem ab 1969 Klarinette an der Musikakademie Zürich. Daneben tourte er als Unterhaltungsmusiker (u. a. mit dem Schlagersänger Peter Hinnen) und spielte gelegentlich Dixieland, ab 1974 mit dem Schanfigger Ländlerquintett Bündner Volksmusik.
In den 1980er Jahren war er Schüler von Mogens Ellegaard in Kopenhagen. 1988 debütierte er beim Jazzfestival im Zürcher Volkshaus als Akkordeonsolist. Er spielte dann mit der Avantgarde-Jazzgruppe Habarigani und Mathias Rüeggs Vienna Art Orchestra und wirkte an Auftritten und Aufnahmen von Ivano Torre, Beat Follmi, Koch-Schütz-Studer und Gebhard Ullmann (Ta Lam 11: Mingus!, 2011) mit. Ende 2007 nahm er sein erstes Soloalbum sehr schnee sehr wald sehr auf, dem weitere Soloalben bei Intakt Records folgten (Wie die Zeit hinter mir her, 2017).
2018 erhielt er den Innerschweizer Kulturpreis «für sein kreatives Schaffen quer durch alle Sparten und seine zahlreichen Kooperationen mit Theater- und Musikschaffenden in der Zentralschweiz».